# Broń gładkolufowa

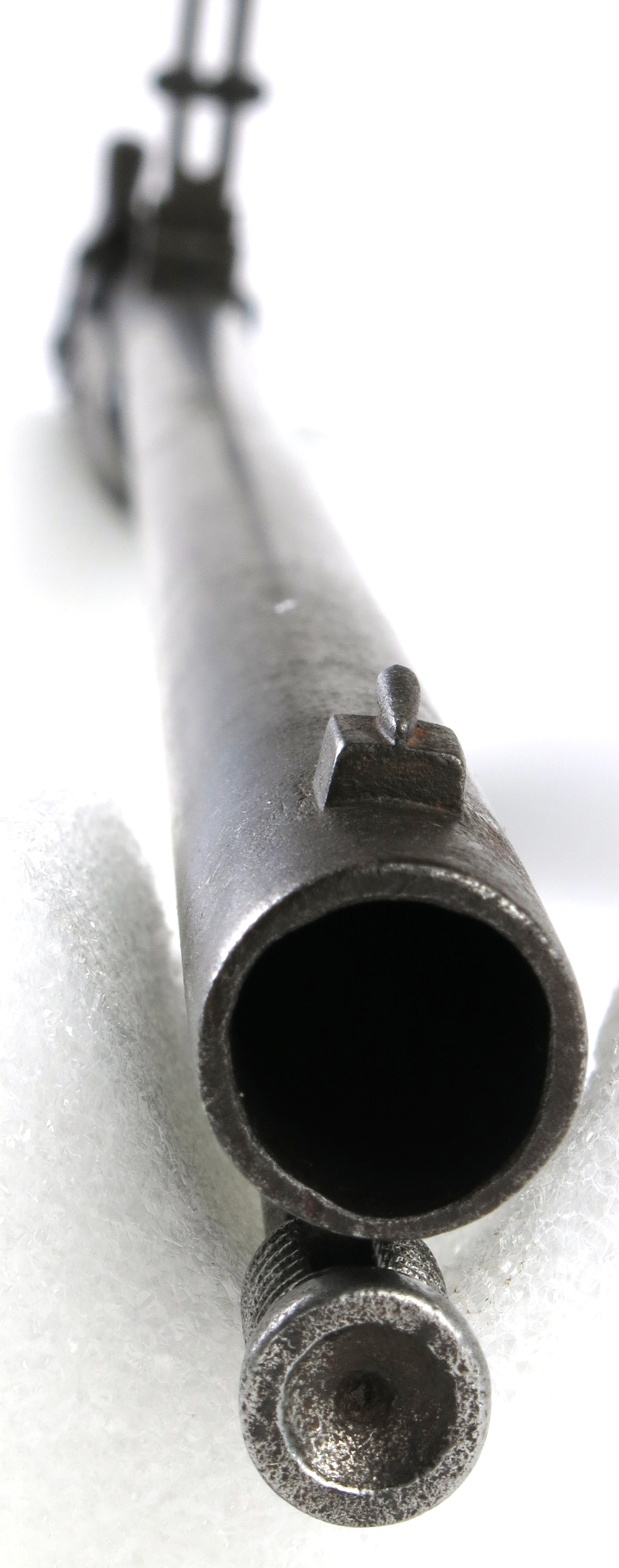
Karabin z niegwintowaną lufą

Broń gładkolufowa – rodzaj broni palnej, w której przewód lufy nie jest gwintowany i nie nadaje pociskom ruchu obrotowego.

## Historia
Historycznie lufy o gładkim przewodzie były najpopularniejszym rozwiązaniem stosowanym zarówno w broni strzeleckiej jak i artyleryjskiej (gładki przewód ułatwiał rozdzielne ładowanie broni odprzodowej). Sytuacja uległa zmianie w XIX w. wraz z popularyzacją broni odtylcowej w której standardowo zaczęto stosować zapewniające lepsze osiągi lufy gwintowane. W szybkim tempie doprowadziło to do znaczącego zmarginalizowania broni gładkolufowej stosowanej od tej pory w rzadkich przypadkach (obejmując głównie pistolety sygnałowe, strzelby i moździerze).
Współcześnie broń gładkolufowa ponownie zaczęła zyskiwać na popularności w broni artyleryjskiej, przede wszystkim jako działa bezodrzutowe, armaty czołgowe i granatniki. W pociskach wystrzeliwanych z tej broni do stabilizacji stosuje się brzechwy, które umieszczone są zazwyczaj w tylnej części pocisku. Długość ich nie jest ograniczona warunkami stabilizacyjno-wytrzymałościowymi, dlatego też można wystrzeliwać pociski o długości znacznie przekraczającej 5 kalibrów. Pociski te charakteryzują się dużym współczynnikiem obciążenia poprzecznego, więc mają dużą skuteczność działania uderzeniowego. Zaliczają się do nich pociski przeciwpancerne podkalibrowe z elementem rażącym w postaci długiego rdzenia. Stosowane są również pociski, których konstrukcja wymaga wydłużenia (kumulacyjne z dodatkowym napędem rakietowym).